# Türk Telekom Basketbol Kulubü
El Türk Telekom Basketbol Kulubü és un club de basquetbol de la ciutat d'Ankara, a Turquia. Actualment, l'equip juga a la Superliga turca de bàsquet. És una secció del club esportiu Türk Telekom Gençlik Spor Kulübü. El seu pavelló és l'Ankara Arena.
El club es va fundar el 1954 i va obrir la seva secció de bàsquet com a nom de PTT el 1991. Després, l'equip va rebre el nom de Türk Telekom PTT el 1996. Recentment, l'equip continua amb el nom de Türk Telekom BK.

## Palmarès
- Lliga turca
  - Finalistes (2): 1996–97, 2007–08
- Copa turca
  - Campions (1): 2008
  - Finalistes (2): 1995–96, 1997–98, 2000–01, 2002–03
- Copa presidencial turca
  - Campions (2): 1997, 2008
  - Finalistes (1): 1996